# Командирские шахматы
Командирские шахматы (вьет. Cờ tư lệnh, англ. Commander Chess) — настольная, стратегическая современная игра шахматного типа , разработанная вьетнамским полковником,  участником Войны во Вьетнаме, Nguyễn Quý Hải в 2010 году. 
Игра ведётся на доске 10x11, на которой обозначены земля, река и суша. Игра пытается иммитировать стратегии боев вьетнамской войны. Поддержка игры осуществляется правительством и СМИ. 

## Общая информация
Игра ведётся на доске 10x11, размеченной на равные квадраты. Имеются комплект фишек: синие, и красные. Фигурки ходят и ставятся на пересечения линий(как в игре сянци). Доска асимметрична, первые две клетки занимает вода (отмечена голубым), посередине проходит река, которую некоторым войскам без помощи инженера можно пересечь только в двух местах(мелководье). Фигуры представляют собой круглые фишки, которые могут ставиться друг на друга. Всего у каждого игрока есть — 1 командир, 2 командных штаба, 2 самолёта, 2 артиллерийских орудия, 2 противовоздушных орудия, 1 ракетная установка, 2 корабля, 2 инженера, 2 танка, 2 пехотинца, 1 ополченец.

## Цель игры
Победить в игре можно несколькими способами:
- Поставить в безвыходное положение (мат) командира противника.
- Уничтожить все воздушные силы (2 самолёта).
- Уничтожить все морские силы (2 корабля).
- Уничтожить все наземные войска (2 пехотинца, 2 танка, 2 артиллерийских орудия).

## Ходы фигур
Командир — изображается в виде звезды. Ходит как шахматная ладья, но ест только 4 ближайшие клетки. Не может пойти через линии которые пересекает «взглядом» другой командир(но может если между ними есть другая фигура — своя или вражеская). Может пересекать реку(но не море) без инженера.
Пехотинец — изображается в виде ружья и каски со звездой. Ходит на одну ближайшую клетку по горизонтали и вертикали. Не может ходить через море и реку(кроме мелководья). Может съесть фигуру стоящую рядом с ним на воде(в этом случае взятие происходит без перемещения самого пехотинца).
Танк — изображается в виде танка. Ходит на 2 клетки по горизонтали и вертикали. Может пересекать реку без инженера. Также может взять фигуру стоящую на 1 или 2 клетки в море(в этом случае взятие происходит без перемещения самого танка).
Ополченец — изображается в виде солдатика. Ходит на любую соседнюю клетку(как король в обычных шахматах). Всего ему открыто 8 полей для хода. Может пересекать реку без инженера.
Инженер — изображается в виде моста через реку. Ходит на одну ближайшую клетку по горизонтали и вертикали. Создаёт зону пересечения реки для наземных фигур(если подойдет к ней вплотную).
Артиллерийское орудие — Ходит на 3 клетки во все стороны. Может пересекать реку по мелководью или если клетке который который она пересекает есть инженер. Может захватывать фигуры «через реку», если клетка через который проходит удар, расположена на мелководье(или есть инженер). Также может захватывать фигуры в море(стрельба). Может стрелять через другие фигуры.
Противовоздушное орудие — Вопреки названию может есть другие фигуры(кроме авиации). Ходит на 4 ближайшие клетки по горизонтали и вертикали. Авиация не может пересекать эти ближайшие клетки, иначе она будет уничтожена. Если самолёт съест эту фигуру, он также будет уничтожен(вместе с ней). Не может пересекать реку(без мелководья), однако может съесть фигуру за ней с последующем пересечением реки(даже без мелководья).
Ракетная установка — Более усиленная версия противовоздушного орудия. Ходит на 2 клетки по горизонтали и вертикали, а также на 1 вокруг себя. В эти пределы не может влетать вражеская авиация(иначе будет уничтожена). Если самолёт съест эту фигуру, он также будет уничтожен(вместе с ней). Не может пересекать реку(без мелководья), однако может съесть фигуру за ней с последующем пересечением реки(даже без мелководья). Может стрелять через другие фигуры.
Воздушные силы — изображается в виде самолёта(предположительно истребителя). Крайне мощная фигура — ходит на 4 клетки в любую сторону, при этом может свободно пересекать другие фигуры. Когда самолёт забирает фигуру он может вернуться на ту клетку из которой вылетел. Исключение составляет другой самолёт — в этом случае он съедает его обычным ходом. Может пересекать воду(и брать фигуры в воде), но не может находиться в воде. Может съесть фигуру защищенную ПВО, однако при этом погибает.
Морские силы — изображается в виде боевого корабля. Не может ходить по суше. Ходит на 4 клетки в любую сторону. Может ходить и по реке, но не может пересечь мелководье. Оборудован противовоздушной обороной(может взять любой самолёт пересекающий ближайшие клетки по вертикали и диагонали от него(см Противовоздушное орудие)), также самолёт теряется если корабль берётся им.
Может «стрелять» на 3 клетки по суше и 4 клетки по воде(фигура противника берётся просто так). Эта фигура может взять две фигуры за один ход(ход корабля и ход артиллерии(по земле)).
Штаб — Не двигается. Служит своеобразным бункером для командира. При этом фишка командира ставится на фишку штаба сверху. После этого командир считается частично неуязвимым для всех фигур за исключением артиллерии, авиации, морских сил(на которые установлена артиллерия). Для того чтобы другая фигура поставила командиру шах, она должна сперва разрушить штаб(потратить ход стоя на расстоянии атаки).
| Фигура                  | Обозначение | Значок | Кол-во |
| ----------------------- | ----------- | ------ | ------ |
| Командир                | ★           |        | 1      |
| Пехотинец               | B           |        | 2      |
| Танк                    | T           |        | 2      |
| Ополченец               | D           |        | 1      |
| Инженер                 | C           |        | 2      |
| Артиллерийское орудие   | A           |        | 2      |
| Противовоздушное орудие | F           |        | 2      |
| Ракетная установка      | L           |        | 1      |
| Воздушные силы          | K           |        | 2      |
| Морские силы            | H           |        | 2      |
| Штаб                    | S           |        | 2      |

## Фигуры «на фигурах»
Некоторые фигуры могут быть поставлены на другие фигуры, давая защиту указанным фигурам. Любые фигуры выставленные друг на друга получают возможность ходить одновременно — это значит что игрок получает доступ ко всем ходам этих фигур + фигуры на которой они стоят, одновременно.
- Большинство наземных фигур могут быть посажены на инженера.
- Командир, пехота, ополченец, танк, авиация могут быть посажены на корабль.
- Командир, пехота и ополченец могут быть посажены в танк.
- Командир, пехота и ополченец могут быть посажены в самолёт.
- Командир может садиться на штаб

## Героические фигуры
Любая фигура поставившая шах королю противника становится «героической». Она приобретает некоторые особые свойства.
Если у игрока остаётся один пехотинец, защищающий командира, он автоматически делается «героическим».
Героический пехотинец, Героический инженер, Героический ополченец
Приобретают возможность ходить(и есть) как 'Ракетная установка'.
Героическое противовоздушное орудие
Приобретает возможность ходить(и есть) как 'Ракетная установка' + также съедать чужие самолёты
Героическая ракетная установка — к возможностям хода добавляется ещё одна клетка во всех сторонах. Под боем этой фигуры оказываются 2 диагональных и 3 ортогональных клетки.
Героическая воздушные силы — ходит на 5 клеток во все стороны + приобретает «стелс-технологию» — становятся неязвимыми к пассивной атаке ПВО.
Героические морские силы — +1 к полю обстрела на земле и воде, +1 к ходу по воде.
Героический танк — ходит на 3 клетки во все стороны

## Правило записи ходов
Во время соревнований иногда необходимо записывать удачные ходы себя и соперника, чтобы изучить и найти хорошие правила и тактики и выяснить причину победы. Секретарь может напрямую записывать последовательность ходов обеих сторон от начала до конца игры, чтобы помочь судье в получении достоверных доказательств. Вы также можете запоминать и записывать удачные ходы после игры, чтобы находить решения для последующих игр. Некоторые простые символы, которые легко запомнить, могут быть полезны:
- Брать фигуры: @
- Брать фигуры не переходя на кусок: @ с подчеркиванием
- Воздушные силы попал в плен: @" или два смелых штриха
- Ходы фигуры: Длинное подчеркиванием
- Шах: >
- Мат: ^ (Также применяется другими выигрышными способами)
- Фигуры штук: ><
- Терять: !!
- Фигуры становятся героические: H K B (Написал жирным шрифтом)
- Хороший ход: +
- Очень хороший ход: ++
- Плохой ход: -
- Очень плохой ход: --
- Ничья: =
- Сомнительные ход: ?
- Незаконный ход: $